# Paraepepeotes togatus
Paraepepeotes togatus là một loài bọ cánh cứng trong họ Cerambycidae.